# Bocfölde
Bocfölde is een plaats (község) en gemeente in het Hongaarse comitaat Zala. Bocfölde telt 1107 inwoners (2007).

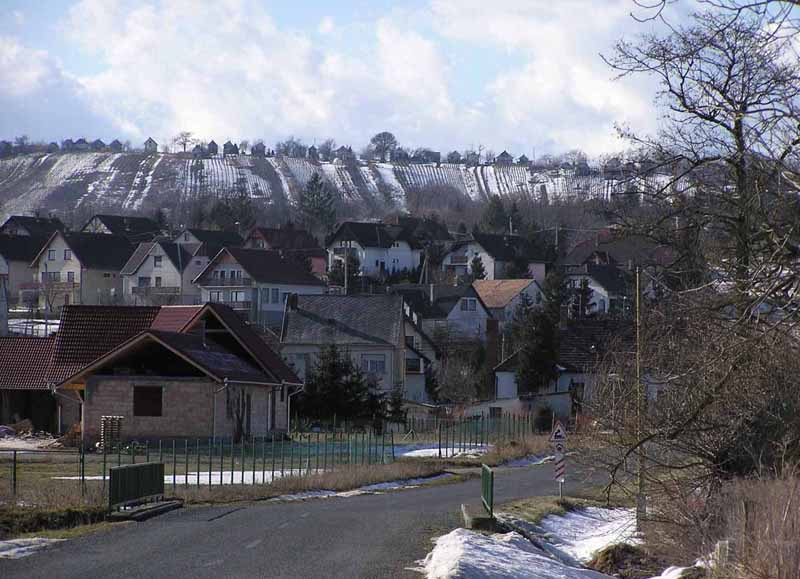
Bocfölde